# Gadiculus argenteus
Gadiculus argenteus is een straalvinnige vissensoort uit de familie van de kabeljauwen (Gadidae). De wetenschappelijke naam van de soort is voor het eerst geldig gepubliceerd in 1850 door Guichenot.